# Jacob Best
Jacob Best (Mettenheim, 1º maggio 1786 – Milwaukee, 26 febbraio 1861) è stato un imprenditore tedesco naturalizzato statunitense.
Nel 1844, fondò una birreria che sarebbe poi divenuta la Pabst Brewing Company a Milwaukee.

## Biografia
Originario dell'Assia-Darmstadt, fin da giovane apprese di birraio e poi avviò una piccola attività commerciale a Mettenheim, nell'Assia Renana.
Nel 1844, emigrò negli Stati Uniti per unirsi ai suoi figli. Jacob Bestondò l'Empire Brewery, un birrificio a Chestnut Street Hill, a Milwaukee, gestito con i figli Phillip , Jacob Jr., Charles e Lorenz.
Charles e Lorenz lasciarono presto dalla compagnia, per fondare la Plank Road Brewery (odierna Miller Brewing Company).
L'unica figlia, Margaretha, sposò Moritz Schoeffler, un importante editore di giornali che fondò il quotidiano The Wisconsin Banner.
Già durante il primo anno di attività, l'Empire Brewery raggiunse una produzione di 300 barili di birra. Successivamente, il nome mutò in Best and Company, segnando il vertice del successo dell'azienda di Milwaukee.
Al pensionamento di Jacob Sr. nel 1853, l'impresa fu ereditata da Phillip e Jacob Jr., che la ribattezzarono Phillip Best Brewery. Negli anni seguenti, essa passò nelle mani dei figli del genero di Phillip, Emil Schandein e il capitano Frederick Pabst. Alla morte di Phillip, la vedova Lisette Best divenne vicepresidente.
Nel 1874, la Phillip Best Brewing Co. era divenuto il maggior produttore di birra della nazione, grazie ai continui approvvgionamenti di materie prime che continuavano a giungere da Chicago, anche dopo il Grande Incendio che aveva devatsato la città tre anni prima.
Il birrificio fu ribattezzato Pabst Brewing Company e rimase nella stua sede storica lungo Chestnut Street (odierna Juneau Avenue) fino alla definitiva chiusura del complesso nel '97.
Jacob Best Sr. ha dedicato il resto della sua vita alla politica locale. Le sue spoglie mortali riposano nel Forest Home Cemetery di Milwaukee.